# Houtkerque

Houtkerque este o comună în departamentul Nord, Franța. În 1 ianuarie 2022 avea o populație de 982 de locuitori.